# Maurice Hilleman
Maurice Ralph Hilleman (Miles City, 30 de agosto de 1919 – Filadélfia, 11 de abril de 2005) foi um microbiólogo norte-americano, especialista em vacinologia. 
Maurice desenvolveu mais de quarenta vacinas, algumas delas vacinas obrigatórias dos calendários vacinais. Das catorze vacinas rotineiramente recomendadas pelas cartilhas de vacinação, ele desenvolveu oito delas: sarampo, caxumba, hepatite A, hepatite B, catapora, meningite, pneumonia e a bactéria Haemophilus influenzae. Ele também foi essencial nas descobertas do adenovírus responsável pela constipação, dos vírus da hepatite e do vírus causador de tumores SV40.
Segundo estimativas, suas vacinas salvam cerca de 8 milhões de vidas por ano. Muitos o descrevem como o mais influente vacinologista de todos os tempos.
Ele foi notado por alguns pesquisadores como tendo salvado mais vidas do que qualquer outro cientista no século XX.

## Biografia
Maurice nasceu em uma fazenda em Miles City, Montana, em 1919. Era filho de Anna Uelsmann e Gustav Hillemann, sendo o oitavo filho do casal. Sua irmã gêmea morreu no nascimento e sua mãe morreu dois dias depois do parto. Ele foi criado em uma propriedade próxima por seu tio, Robert Hilleman, e desde pequeno trabalhava na fazenda da família. Maurice acreditava que seu sucesso em trabalhar com vacinas tenha vindo de sua época trabalhando com as galinhas da propriedade, já que os ovos são usados ainda hoje na confecção de várias delas.
Quando tinha 8 anos, ele descobriu o trabalho de Charles Darwin e foi pego lendo A origem das espécies na igreja luterana que a família frequentava. Posteriormente, ele rejeitaria a religião. A família era muito pobre e não tinha dinheiro para enviá-lo para a faculdade. Seu irmão mais velho acabou intercedendo, ajudando-o a estudar e Maurice se formou como o primeiro de sua classe, em 1941, pela Universidade Estadual de Montana devido a uma bolsa de estudos por excelência acadêmica. Ele então ganhou uma bolsa para frequentar a Universidade de Chicago, onde obteve um doutorado em microbiologia em 1944. Sua tese versava sobre a bactéria causadora da clamídia, que na época se acreditava ser devido a um vírus. Maurice mostrou que as infecções eram causadas pela Chlamydia trachomatis.

## Carreira
Maurice começou a trabalhar para a E.R. Squibb & Sons (hoje a Bristol-Myers Squibb), onde desenvolveu uma vacina contra a encefalite japonesa, doença que ameaçava as tropas norte-americanas no Pacífico durante a Segunda Guerra Mundial. Como chefe do departamento de doenças respiratórias do Centro Médico do Exército, hoje o Instituto de Pesquisa do Exército Walter Reed, entre 1948 e 1957, ele descobriu mudanças genéticas que ocorriam no vírus da influenza, conhecida como mudança antigênica, e hipotetizou corretamente que uma vacinação anual de influenza seria necessária para proteger as pessoas da gripe.
Em 1957, Maurice começou a trabalhar nos laboratórios da Merck Sharp and Dohme, na Pensilvânia, como chefe do novo departamento de pesquisa de vírus e biologia celular. Foi na Merck que Maurice desenvolveu a maioria de suas 40 vacinas, experimentais e licenciadas tanto para animais quanto para seres humanos, trabalhando com redação de artigos científicos e pesquisa experimental. Maurice foi membro de vários conselhos e comitês consultivos nacionais e internacionais, acadêmicos, governamentais e privados, incluindo o escritório de avaliação de programas de pesquisa para a AIDS, dos Institutos Nacionais da Saúde e do Comitê Consultivo de Práticas de Imunização do Programa Nacional de Imunização, dos Estados Unidos.

## Últimos anos
Em seus últimos anos, Maurice foi consultor da Organização Mundial da Saúde. Ele se aposentou como vice-presidente sênior dos laboratórios da Merck em 1984 de maneira compulsória, aos 65 anos. Maurice então dirigiu o recém-criado Instituto de Vacinologia da Merck, onde trabalhou nos 20 anos seguintes.

## Morte
Maurice estava internado em um hospital na Pensilvânia para tratar de um câncer e morreu em 11 de abril de 2005, aos 85 anos. Ainda trabalhando, era professor adjunto de pediatria na Universidade da Pensilvânia.